# Kleun Cheewit
Kleun Cheewit (em tailandês: คลื่นชีวิต, lit. "Ondas da Vida", também escrito como Khluen Chiwit)  é uma telenovela tailandesa produzida e exibida pela Channel 3 entre 23 de janeiro a 13 de março de 2017 com um total de quinze episódios. É estrelada por Urassaya Sperbund, Prin Suparat, Louis Scott e Toey Jarinporn Joonkiat. A série é baseada no romance de mesmo título e também é uma versão da série de televisão Kluen Cheewit (1995). Seu enredo gira em torno de uma famosa atriz de televisão, que se vê envolvida em um atropelamento e consequentemente na morte da noiva de um advogado, que decide vingar-se da mesma mas se apaixona por ela.

## Enredo
Jeerawat (Urassaya Sperbund) é uma famosa atriz e modelo. Sua mãe casou-se com um homem rico, que a cobiça. Após ele tentar drogar Jeerawat, ela consegue fugir mas atropela uma jovem na estrada, que mais tarde morre no hospital.
A jovem era noiva do advogado Sathit (Prin Suparat), que promete vingar-se de Jeerawat por tê-la matado. O padrasto e a mãe de Jeerawat, se utilizam de sua influência para esconder todas as evidências, mas Sathit decide perseguir e incomodar Jeerawat de todas as formas, a fim de conseguir provas que a incriminem ou que a mesma confesse o que fez. Durante sua convivência, Sathit acaba adquirindo sentimentos por ela.

## Elenco

### Principal
- Urassaya Sperbund como Jeerawat / Jee
- Prin Suparat como Sathit / Thit
- Louis Scott como Chaiyan
- Toey Jarinporn Joonkiat como Piyakul / Piak
- Masu Junyangdikul como Jade
- Nychaa Nuttanicha Dungwattanawanich como Dao / Daraka

### De apoio
- Bua Wansiri como Janjira
- Noey Chotika Wongwilas como Pim
- Prim Prima Bhunjaroeun como Tiwadee/Tiew (ex-Noiva de Thit)
- Jack Chakapan como amigo de Thit
- Freudonidas (Freud) Natthapong Chartpong como Pan
- Kik Mayurin Pongpudpunth como Jariya (mãe de Jee)
- Teerapong Leowrakwong como Sitata (padrasto de Jee)
- Santisuk Promsiri (Noom) como Patna
- Khwanruedi Klomklom como Nawadee
- Eckhai Ueasangkhomserot como Suki
- Sriphan Chunechomboon como Looknam

## Impacto
Enquanto Kleun Cheewit estava sendo exibido na Tailândia, o mesmo tornou-se um grande êxito no país, sendo considerado o drama tailandês de maior audiência do Channel 3 do ano de 2017. Na China, transformou-se em um dos dramas tailandeses de maior êxito dos últimos anos, atingindo o topo dos vídeos mais assistidos na plataforma de compartilhamento de vídeos Bilibili e de outros sites populares do gênero. Durante sua transmissão, seus episódios tornaram-se as principais tendências em sites de mídia social como Google e Twitter e Kleun Cheewit, adquiriu também elogios de fãs de diversos países como China, Rússia, Vietnã, Indonésia e Malásia.
Kleun Cheewit recebeu críticas positivas da mídia especializada. O jornal Thairath elogiou a capacidade do diretor de trazer para fora o potencial dos personagens. A publicação também afirma que "Tanto Prin Suparat quanto Urassaya Sperbund retrataram muito bem o seu amor e doçura. Outros [atores] como Nuttanicha Dungwattanawanich, Masu Junyangdikul e Louis Scott são personagens que fazem do drama ainda mais hipnotizante". Já a publicação Post Today, elogia o entrosamento entre os atores Prin Suparat e Urassaya Sperbund, que já haviam trabalhado juntos em Tawan Deard (2011).

## Recepção
Na tabela abaixo, os números azuis representam as audiências mais baixas e os números vermelhos representam as audiências mais elevadas.
| Episódio | Data de transmissão original | Audiência média | Audiência média |
| Episódio | Data de transmissão original | AGB Nielsen     |                 |
| -------- | ---------------------------- | --------------- | --------------- |
| 1        | 23 de janeiro de 2017        | 5.52%           |                 |
| 2        | 24 de janeiro de 2017        | 5.39%           |                 |
| 3        | 30 de janeiro de 2017        | 5.08%           |                 |
| 4        | 31 de janeiro de 2017        | 5.50%           |                 |
| 5        | 6 de fevereiro de 2017       | 5.00%           |                 |
| 6        | 7 de fevereiro de 2017       | 5.34%           |                 |
| 7        | 13 de fevereiro de 2017      | 5.65%           |                 |
| 8        | 14 de fevereiro de 2017      | 5.50%           |                 |
| 9        | 20 de fevereiro de 2017      | 6.05%           |                 |
| 10       | 21 de fevereiro de 2017      | 6.51%           |                 |
| 11       | 27 de fevereiro de 2017      | 6.84%           |                 |
| 12       | 28 de fevereiro de 2017      | 5.36%           |                 |
| 13       | 6 de março de 2017           | 6.95%           |                 |
| 14       | 7 de março de 2017           | 7.22%           |                 |
| 15       | 13 de março de 2017          | 7.82%           |                 |
| Média    | Média                        | 5.98%           |                 |

## Prêmios e indicações
| Ano  | Prêmio                       | Categoria                      | Beneficiário                    | Resultado |
| ---- | ---------------------------- | ------------------------------ | ------------------------------- | --------- |
| 2017 | Maya Award 2017              | Drama Mais Popular             | Kleun Cheewit                   | Indicado  |
| 2017 | Maya Award 2017              | Melhor Diretor                 | Aew Ampaiporn Jitmaingong       | Indicado  |
| 2017 | Maya Award 2017              | Melhor Ator                    | Prin Suparat                    | Indicado  |
| 2017 | Maya Award 2017              | Melhor Atriz                   | Urassaya Sperbund               | Indicado  |
| 2017 | Maya Award 2017              | Melhor Ator Coadjuvante        | Louis Scott                     | Indicado  |
| 2017 | Maya Award 2017              | Melhor Atriz Coadjuvante       | Toey Jarinporn Joonkiat         | Indicado  |
| 2017 | Maya Award 2017              | Melhor Canção                  | "Ying Ham Ying Wanwai" por Zeal | Indicado  |
| 2017 | Star Indy Award (DaraInside) | Melhor Atriz do Ano            | Urassaya Sperbund               | Venceu    |
| 2017 | Star Indy Award (DaraInside) | Melhor Ator Coadjuvante        | Eckhai Ueasangkhomserot         | Venceu    |
| 2017 | Star Indy Award (DaraInside) | Melhor Drama do Ano            | Kleun Cheewit                   | Venceu    |
| 2018 | Howe Award 2017              | Melhor Ator                    | Prin Suparat                    | Venceu    |
| 2018 | Thai Top Talk-About 2018     | Top Conversa-Sobre Ator        | Prin Suparat                    | Venceu    |
| 2018 | Thai Top Talk-About 2018     | Top Conversa-Sobre Drama de TV | Kleun Cheewit                   | Venceu    |
| 2018 | TV Gold Awards               | Melhor Atriz                   | Urassaya Sperbund               | Venceu    |